# Renall
Renall o Renallus (segles XI-XII) fou un gramàtic i mestre a la catedral de Barcelona. Va escriure amb estil elegant i pur. «Vita vel passio S. Eulalia Barcinon. Scripta anno 1106» manuscrit que es conservava a l'arxiu de la catedral, fins que Caresmar la trobà, i l'envià a Flórez qui la publicà a l'«España Sagrada». Entre els manuscrits del Col·legi Major de Conca a Salamanca es conserva l'obra: «Collectio antiqua legum ecclesiasticarum in quindecira libros distributa excerpta de libro Renaldi Magistri Barquinonensis».